# Buck Rogers in the 25th Century
Buck Rogers in the 25th Century (br/pt: Buck Rogers no Século XXV) é um seriado de televisão americano transmitido originalmente entre os anos de 1979 e 1981, com o ator Gil Gerard no papel principal. A série lançada pelo canal NBC teve um piloto homônimo produzido pela Universal Studios e lançado nos cinemas em 1979.
O seriado e o filme, por sua vez, foram inspirados no personagem Buck Rogers, presente em histórias em quadrinhos e romances desde os anos 1920.

## Produção

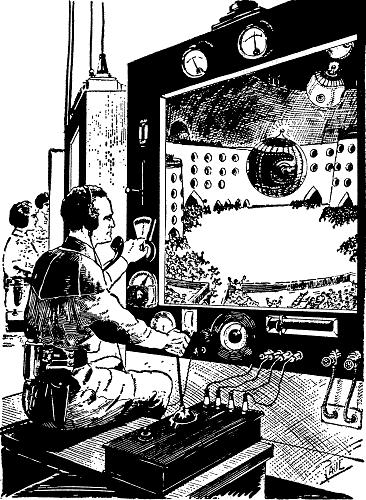
Buck Rogers maneja por controle remoto uma esfera flutuante (março de 1929)

Foi baseado em Buck Rogers, criado por Philip Francis Nowlan, que surgiu no romance Armageddon 2419 A.D., que foi publicado em capítulos a partir de agosto de 1928 na revista pulp Amazing Stories e que em janeiro de 1929 foi adaptado como tira de jornal  chamada "Buck Rogers in the 25th Century" roteirizada por Nowlan e ilustrada por Dick Calkins.
Inspirado pelo enorme sucesso de Star Wars, lançado dois anos antes, a Universal Pictures começou a desenvolver uma série de TV baseada em  Buck Rogers para a televisão, produzida por Glen A. Larson. Inicialmente, Larson e a Universal haviam planejado fazer uma série de filmes para a TV Buck Rogers para a NBC. A produção começou em 1978, no entanto, o piloto de outra  série de TV  de ficção científica produzida por Larson, Battlestar Galactica (1978), havia sido lançado nos cinemas e tinha feito um relativo sucesso nas bilheterias.  A Universal optou então lançar um filme de Buck Rogers primeiro nos cinemas em 30 de março de 1979. O filme arrecadou mais de US$ 21 milhões só na América do Norte e mais tarde foi lançado internacionalmente, o que levou a NBC a encomendar uma série semanal, que começou em 20 de setembro de 1979 com uma versão ligeiramente modificada da versão do cinema.
Curiosamente, Buck Rogers acabou utilizando vários itens desta outra série como, por exemplo, os manches das naves de caça terrestres. Estas naves chamadas de "Starfighter" também foram o conceito original dos Vipers Coloniais da série "Battlestar Galactica", por Ralph McQuarrie, que havia trabalhado tanto em Star Wars, quanto em Battlestar Galactica.
O ator Buster Crabbe, que interpretou Flash Gordon e Buck Rogers nos seriados cinematográficos da Universal Pictures participou do segundo episódio da série, onde interpretou o "Brigadeiro Gordon".

## Características
Na primeira temporada, Buck Rogers, um astronauta militar do século XX, é acidentalmente congelado durante uma missão espacial em 1987 e desperta no século XXV, passando a atuar como patrulheiro. Era auxiliado por um robô atrapalhado, Twiki (dublado originalmente por Mel Blanc na primeira temporada) e pelo computador Dr. Theopolis (que não aparece na segunda temporada). Fazendo o tipo latin lover, sempre cercado de belas mulheres, tanto amigas quanto inimigas, Buck Rogers agradou à audiência adolescente e garantiu a continuidade da série.  
Na segunda temporada, Buck parte numa espaçonave de exploração científica, nos moldes de Star Trek. As aventuras em sofisticados ambientes espaciais foram substituídas pelo interior da nave e por planetas áridos, com poucas possibilidades de Buck exercer seu humor e sua influência sobre mulheres. Houve ainda a introdução do melancólico personagem alienígena Hawk (Falcão), o último de sua raça, dentre outros. Essas mudanças não agradaram nem a Gil Gerard nem ao público, e a série foi rapidamente cancelada.

## Elenco principal
- Gil Gerard (Capitão William Buck Rogers)
- Erin Gray (Coronel Wilma Deering)
- Tim O'Connor (Dr. Elias Huer)
- Pamela Hensley (Princesa Ardala)
- Felix Silla e Mel Blanc (Twiki)
- Thom Christopher (Hawk)
- Jay Garner (Almirante Efrem Asimov)
- Wilfred Hyde-White (Dr. Goodfellow)
- Paul Carr (Tenete Devlin)
- Dennis Haysbert (Piloto)
- Eric Server (Dr. Theopolis)
- Jeff David (Crichton)

## Episódios

### Primeira temporada (1979-1980)
- Awakening
- Planet of the Slave Girls
- Vegas in Space
- The Plot to Kill a City (Parte 1)
- The Plot to Kill a City (Parte 2)
- Return of the Fighting 69th
- Unchained Woman
- Planet of the Amazon Women
- Cosmic Wiz Kid
- Escape from Wedded Bliss
- Cruise Ship to the Stars
- Space Vampire
- Happy Birthday, Buck
- A Blast for Buck
- Ardala Returns
- Twiki Is Missing
- Olympiad
- A Dream of Jennifer
- Space Rockers
- Buck's Duel to the Death
- Flight of the War Witch (Parte 1)
- Flight of the War Witch (Parte 2)

### Segunda temporada (1981)
- Time of the Hawk
- Journey to Oasis
- The Guardians
- Mark of the Saurian
- The Golden Man
- The Crystals
- The Satyr
- Shgorapchx!
- The Hand of Goral
- Testimony of a Traitor
- The Dorian Secret

## Exibição nos países lusófonos

### Portugal
Em Portugal, a série foi originalmente transmitida pela RTP1 entre 10 de março e 17 de novembro de 1984.
A série também se encontra disponível no SkyShowtime.